# Ansatz
Em física, química e matemática, um ansatz (/ˈænsæts/; alemão: [ˈʔanzats], significando: "a colocação inicial de uma ferramenta em uma peça de trabalho"; plural: Ansätze) é um palpite que se verifica depois por seus resultados.
Um ansatz é estimado para uma ou várias equações iniciais que descrevem um problema físico ou matemático. Depois de ter estabelecido um ansatz, as equações são resolvidas levando em consideração as condições de contorno (se aplicáveis). Se um ansatz é um acerto coerente e racional, então, será legitimado pelos resultados. Às vezes, o ansatz contém parâmetros que podem ser atualizados após a avaliação da qualidade do resultado, sendo que este processo de teste e ajuste pode ser feito de forma iterativa até um nível desejado de precisão. Desta forma, pode-se melhorar o resultado da abordagem.